# Seznam hvězd v souhvězdí Vodnáře
Toto je seznam hvězd v souhvězdí Vodnáře (Aquarius). Hvězdy jsou seřazeny podle zdánlivé hvězdné velikosti.